# Церковь Казанской иконы Божией Матери (Быньги)
Церковь Казанской иконы Божией Матери — приходской храм Нижнетагильской епархии Русской православной церкви, расположенный в селе Быньги, Свердловской области.
Решением № 535 Исполнительного комитета Свердловского областного Совета народных депутатов от 31 декабря 1987 года присвоен статус памятника архитектуры регионального значения.

## История
Расположена в восточной части села на левом берегу реки Нейвы. На месте нынешнего храма в 1795 году была воздвигнута деревянная часовня, относящаяся к раскольническому течению. 8 июля 1847 года передана единоверческой церкви. Старый ветхий храм снесён и в 1852 году началось строительство каменного здания. Освящён в 1871 году во имя Казанской иконы Божией Матери.
6 марта 1873 года в церкви произошёл пожар, пострадала кровля. К 1885 году завершились восстановительные работы, здание повторно освятили. Храм были приписан к Невьянской церкви до открытия самостоятельного прихода в 29 ноября 1899 года. Число прихожан составляло немногим более 500.
В 1930-х храм закрыт и заброшен. В настоящее время храм действующий, ведутся восстановительные работы.

## Архитектура
Объём здания близок к центрическому. К основному кубическому массиву примыкают прямоугольные выступы — северный и южный служат притворами, восточный — алтарём, а западный, более удлинённый, — основанием колокольни. Вместе они образуют крестообразную форму.
Нижняя часть стен отделана профилированным поясом и трактована как ступенчатый цоколь, обработанный ширинками и расчленённый пилястрами на постаментах. По углам всех объёмов идет второй ярус пилястр. Храм увенчан низким, пологих очертаний, куполом с люкарнами в килевидных обрамлениях и главкой на двухъярусном восьмигранном барабане.
Аналогичные меньшего размера главки поставлены над углами храмового объёма. Колокольня возведена на основании, сходном с притворами здания, но дополненным аттиком. Имеет один ярус звона, восьмигранный, с арочным пролётом во всю ширину и высоту осевой грани.